# Order Fryderyka (Wirtembergia)
Order Fryderyka (niem. Friedrichs-Orden) – trzeci order Królestwa Wirtembergii ustanowiony 1 stycznia 1830 przez Wilhelma I na cześć ojca Fryderyka I, początkowo jednoklasowy i przyznawany za wybitne zasługi dla rodu królewskiego i państwa albo czyny honoru i odwagi, później podzielony na klasy oraz odmianę wojskową i cywilną (z mieczami lub bez). Wraz z zakończeniem I wojny światowej i likwidacją niemieckich monarchii zaprzestano dalszych nadań.
Podział na klasy, daty ich ustanowienia i wygląd:
- 1a: Krzyż Wielki z Koroną (Großkreuz mit Krone) – od 1899, złoty na wstędze z koroną,
- 1b: Krzyż Wielki (Großkreuz) – od 1856, złoty na wielkiej wstędze,
- 2a: Komandor I Klasy (Komtur I. Klasse) – od 1856, złoty na wstędze z gwiazdą,
- 2b: Komandor II Klasy (Komtur II. Klasse) – od 1856, złoty na wstędze,
- 3a: Kawaler I Klasy (Ritter I. Klasse) – od 1870, złoty na wstążce,
- 3b: Kawaler II Klasy (Ritter II. Klasse) – od 1830, srebrny na wstążce,

dodatkowo:
- Medal Zasługi Orderu Fryderyka (Verdienstmedaille des Friedrichsordens) – od 1892, złoty na wstążce kawalerskiej.